# 布蘭特山
布蘭特山（英語：Mount Brandt），是南極洲的山峰，位於毛德皇后地的瑪塔公主海岸，屬於斯維爾德魯普山脈中勒姆林加內峰的一部分，海拔高度1,540米，現時由南極條約體系管理。